# Кош, Жан-Поль
Жан-Поль Кош (фр. Jean-Paul Coche; 25 июля 1947, Ницца) — французский дзюдоист средней весовой категории, выступал за сборную Франции в конце 1960-х — середине 1970-х годов. Бронзовый призёр летних Олимпийских игр в Мюнхене, трёхкратный чемпион Европы, победитель многих турниров национального и международного значения.

## Биография
Жан-Поль Кош родился 25 июля 1947 года в городе Ницца департамента Приморские Альпы. Активно заниматься дзюдо начал с раннего детства, проходил подготовку в Париже в столичном спортивном клубе Racing Club de France.
Первого серьёзного успеха на взрослом международном уровне добился в 1972 году, когда попал в основной состав французской национальной сборной и побывал на чемпионате Европы в голландском Ворбург, откуда привёз награду золотого достоинства, выигранную в средней весовой категории — в том числе в финальном поединке победил советского борца Гурама Гоголаури.
Благодаря череде удачных выступлений удостоился права защищать честь страны на летних Олимпийских играх в Мюнхене — выиграл здесь у всех оппонентов кроме корейца О Сын Нипа и британца Брайана Джекса, завоевав тем самым бронзовую олимпийскую медаль.
После мюнхенской Олимпиады Кош остался в основном составе дзюдоистской команды Франции и продолжил принимать участие в крупнейших международных турнирах. Так, в 1974 году он одержал победу на европейском первенстве в Лондоне. Год спустя стал бронзовым призёром мирового первенства в Вене. Ещё через год в третий раз завоевал титул чемпиона Европы, одолев всех соперников на соревнованиях в Киеве.
Будучи одним из лидеров французской национальной сборной, благополучно прошёл квалификацию на Олимпийские игры 1976 года в Монреале, однако на сей раз попасть в число призёров не смог, занял в зачёте среднего веса только лишь тринадцатое место. Вскоре по окончании этих соревнований принял решение завершить карьеру профессионального спортсмена, уступив место в сборной молодым французским дзюдоистам.